# Fred André
Fred André (Haarlem, 31. maj 1941 – 24. januar 2017), var en nederlandsk fodboldspiller.
Hanspillede på banen på den central forsvarsposition. André begyndte sin fodboldkarriere på VSV fra Velsen. Efter fusionen mellem VSV og Stormvogels fra IJmuiden til Telstar i 1963 forblev han i denne klub indtil 1976. Han spillede over 300 kampen for denne klub. Hans sidste tre sæsoner i professionel fodbold, spillede han for FC Volendam.
Umiddelbart efter at han i 1979 stoppede, blev han assistent-træner for FC Volendam. Derefter var han cheftræner for Telstar mellem 1983 og 1987.